# Францишек Карлінський
Францишек Міхал Карлінський (1830—1906) — польський астроном і метеоролог, директор астрономічної обсерваторії Ягеллонського університету (1862—1902).

## Біографія
Народився в родині ремісника. Син Лукаша та Юзефи, уродженої Грудницької. Закінчив Гімназію святої Анни в Кракові, потім навчалася в Ягеллонському університеті. Закінчив математичне навчання в Технічно-промисловому інституті. У 1851-55 роках був доцентом Краківської астрономічної обсерваторії. У 1855-62 працював у Карловому університеті в Празі.
У 1862—1902 роках був директором астрономічної обсерваторії Ягеллонського університету. Проводив спостереження за положенням комет і астероїдів, розраховував їхні орбіти, також досліджував метеорологію і змінні зорі. У 1866 році він розробив код, який використовувався по всьому світу для надсилання телеграм про відкриття астероїдів і комет до астрономічних обсерваторій. У 1902 році він вийшов у відставку і з цієї нагоди був нагороджений орденом Залізної корони 3-го ступеня.
З 1857 року член-кореспондент Краківського наукового товариства, а після перетворення його в Академію наук і мистецтв — дійсний член. У 1866 році йому було присвоєно звання почесного доктора Ягеллонського університету.
Батько Леона Карлінського, міністра шляхів сполучення.
Похований на Раковицькому цвинтарі в Кракові.

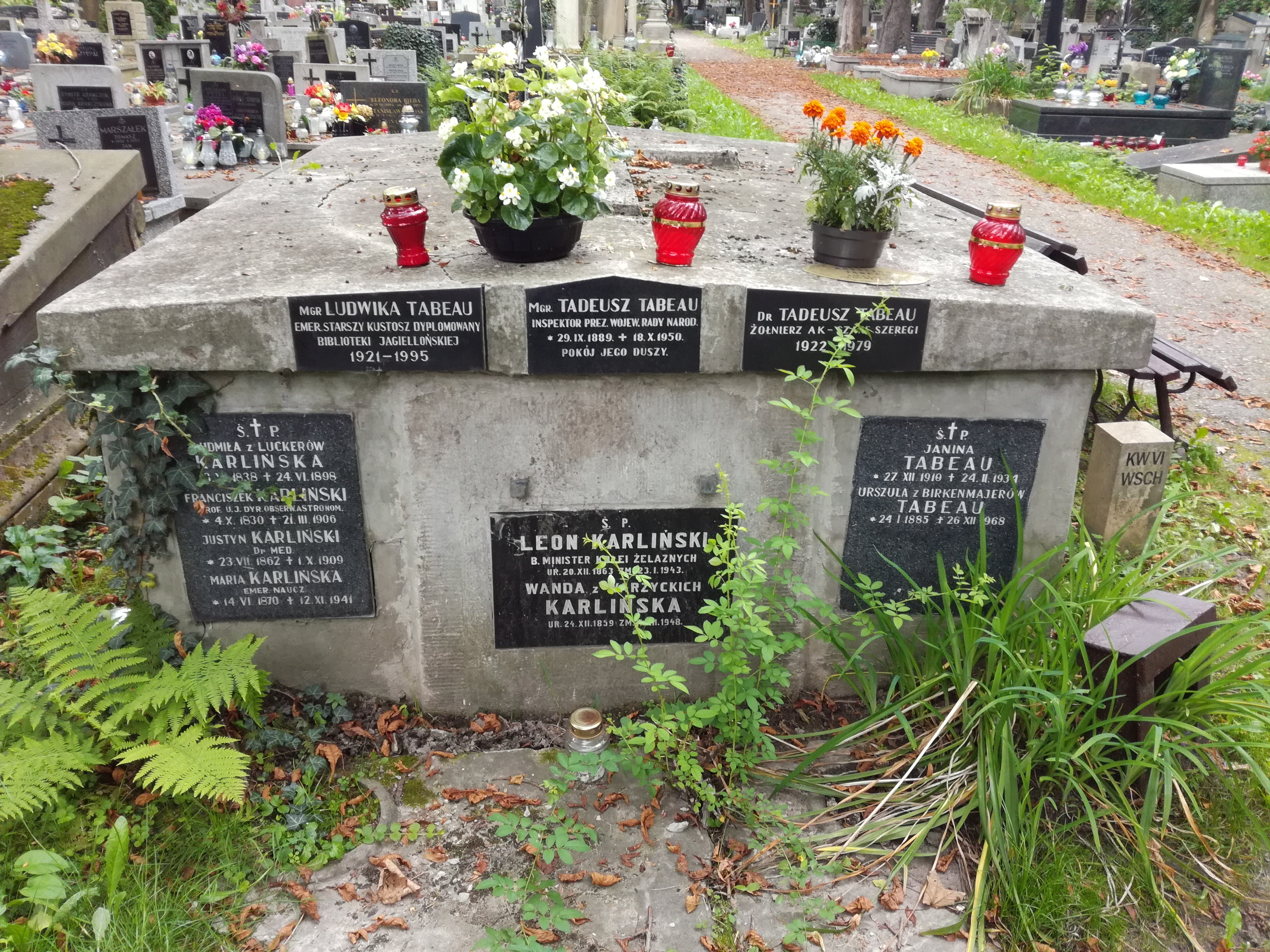
Могила родини Карлінських на Раковіцькому цвинтарі в Кракові